# 德马吉
德马吉（Dhemaji），旧译德马寺，是印度阿萨姆邦德马吉县的一个城镇和行政中心。总人口11851（2001年）。

## 人口
该地2001年总人口11851人，其中男性6376人，女性5475人；0—6岁人口1519人，其中男770人，女749人；识字率75.59%，其中男性为80.05%，女性为70.39%。